# Massaker in der östlichen Zone

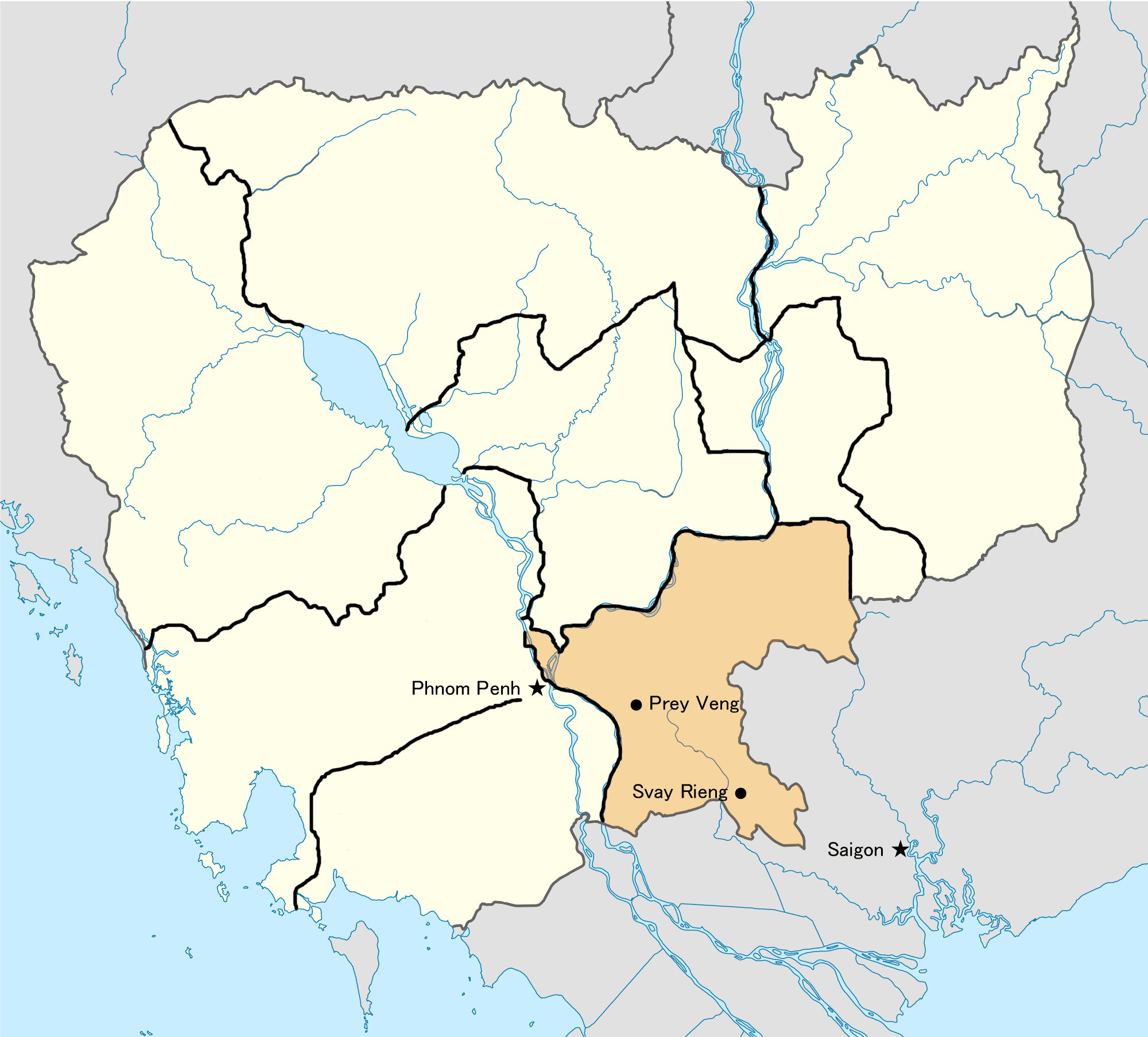
Karte der östlichen Zone

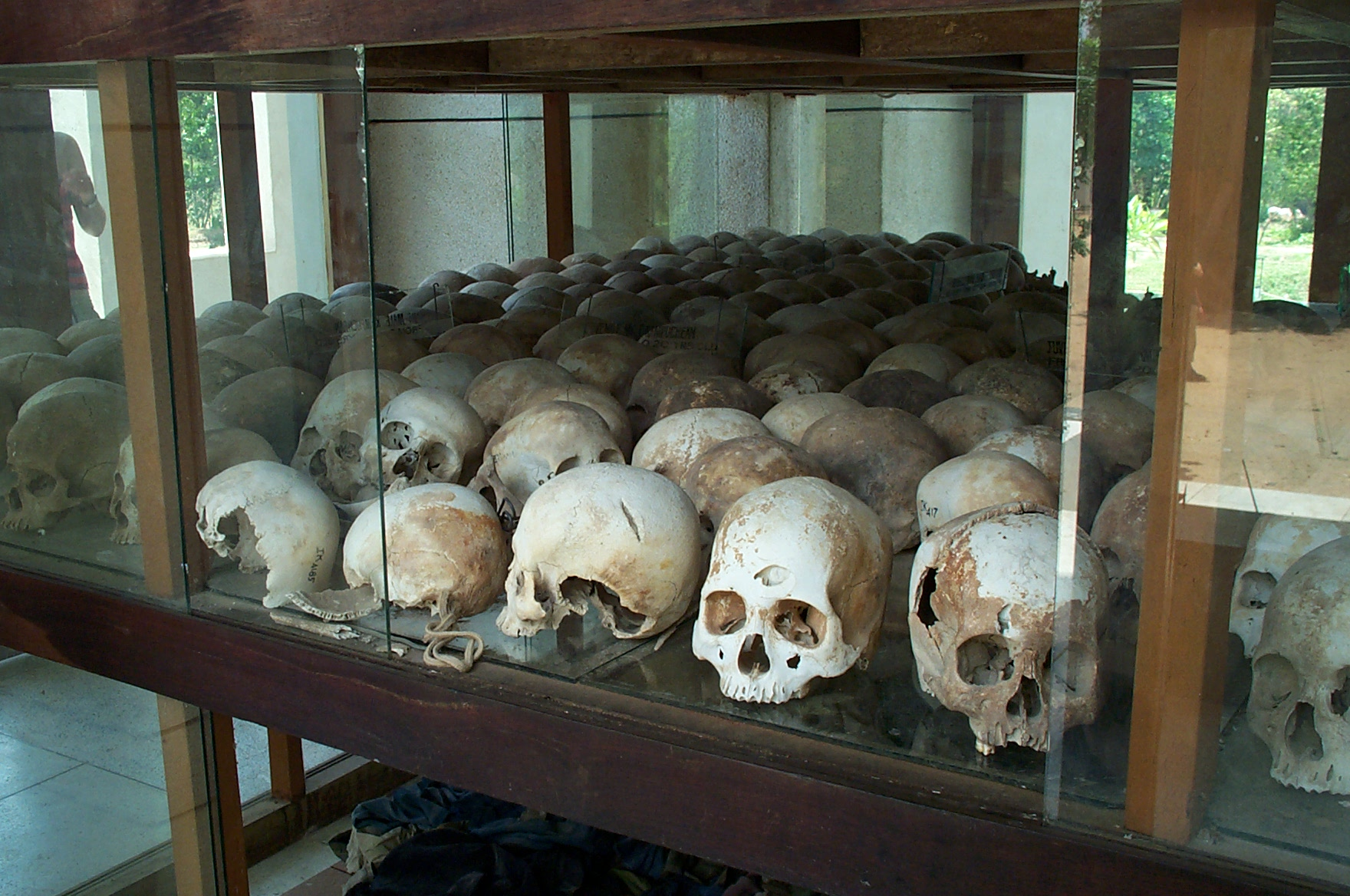
Schädel ausgestellt im ehemaligen „Killing Field“ in Choeung Ek. Höhere Funktionäre der Zone wurden in das Gefängnis S-21 in Phnom Penh verschleppt, gefoltert und anschließend in Choeung Ek ermordet.

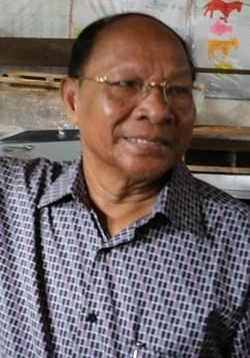
Heng Samrin, der spätere Generalsekretär der Kambodschanischen Volkspartei und Präsident der Nationalversammlung, floh als Kader der östlichen Zone im Mai 1978 nach Vietnam.

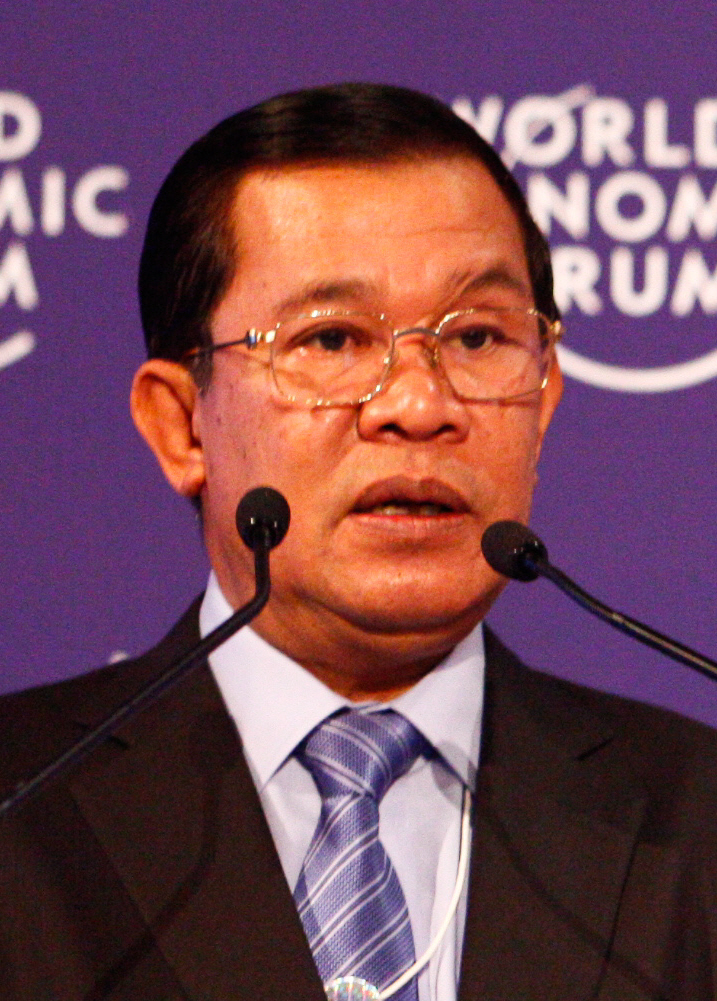
Auch Hun Sen, später Ministerpräsident von Kambodscha, floh mit 200 seiner Männer nach Vietnam, nachdem er erfahren hatte, dass die Zentrale 20 seiner Männer ermordet hatte.

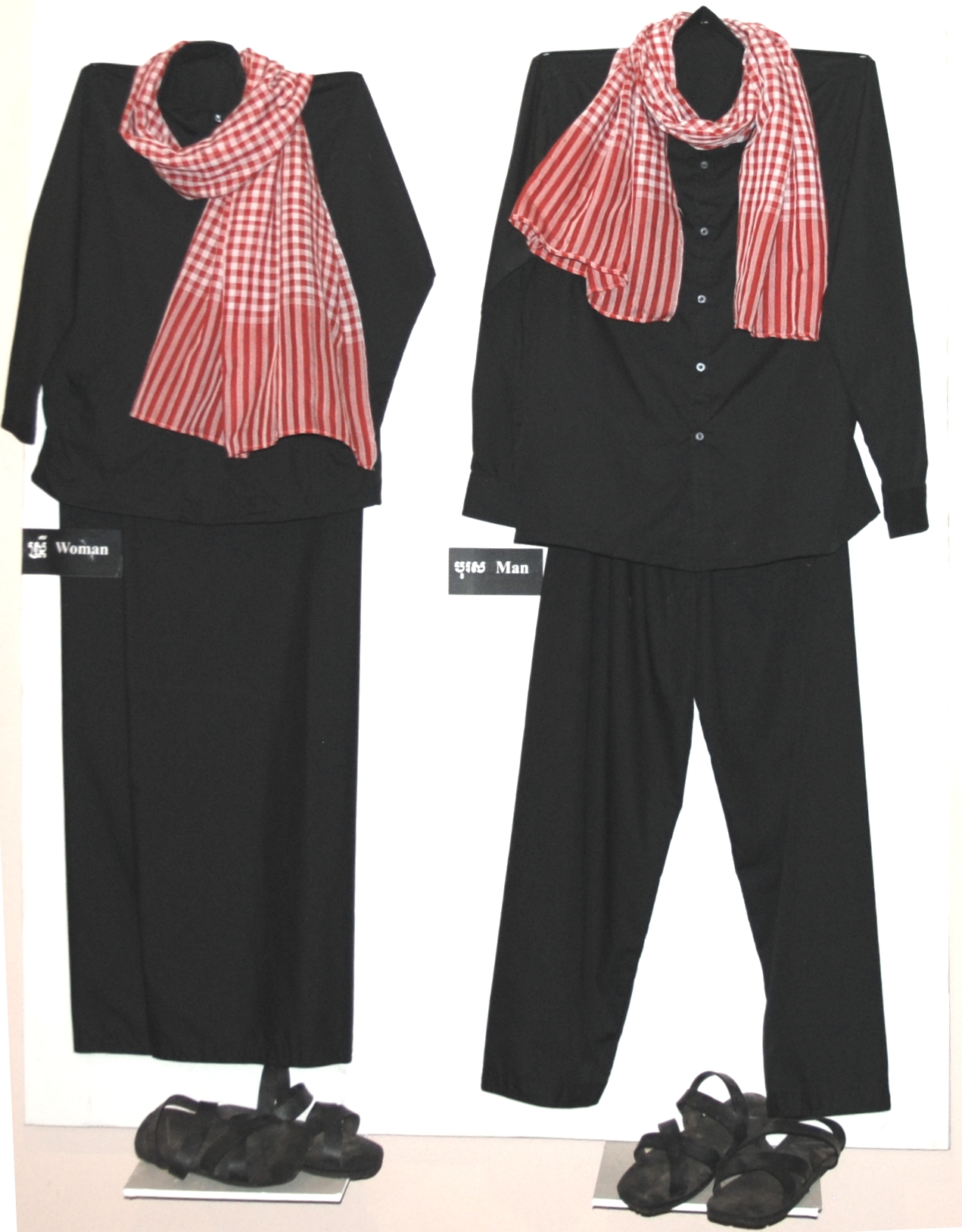
Kleidung der Roten Khmer. Normalerweise war der Krama rot. Verräter mussten blaue oder grüne Kramas tragen.

Beim Massaker in der östlichen Zone (englisch Eastern Zone massacres) ermordeten 1978 in Kambodscha Truppen der Zentrale der Kommunistischen Partei und Truppen der südwestlichen und der nördlichen Zone des Demokratischen Kampuchea hunderttausende Menschen.
Nach Schätzungen von Experten kamen mindestens 100.000 Menschen ums Leben. Andere Quellen sprechen von 250.000 Ermordeten der damals 1,7 Millionen Bewohner der Zone. Hunderttausende Bewohner der östlichen Zone wurden in die an Thailand grenzende nördliche (Siem Reap) und nordwestliche Zone (Battambang) verschleppt. Davon fielen viele nach der Ankunft den örtlichen Kadern der Kommunistischen Partei zum Opfer. Betroffen waren Bewohner und Flüchtlinge der Regionen (Damban) 20–24 der östlichen Zone. Ziel des Massakers war es, den Widerstand der traditionell mit Vietnam verbündeten Bewohner der Zone zu brechen.

## Vorgeschichte und Durchführung des Massakers
Die Bewohner kämpften im Vietnamkrieg zusammen mit der NLF – auch bekannt als Vietcong – gegen die Khmer-Republik unter Lon Nol, Südvietnam und die USA. Die Parteizentrale unter Pol Pot war aber anti-vietnamesisch eingestellt und beanspruchte den südlichen Teil von Vietnam als Teil ihres Landes. Auch waren die Kader der Zone oftmals nicht bereit, weitgehenden Anordnungen der Zentrale der Kommunistischen Partei Folge zu leisten. So weigerten sich diese, übergeordnete Kooperativen einzurichten und die Religionsausübung in den Dörfern zu unterdrücken. Auch lehnten es viele Funktionäre ab, kommunales Essen in den Dörfern einzuführen. Sie wurden verdächtigt, Lieferungen an Reis und anderen Produkten wie Kautschuk, welche für den Export bestimmt waren, nicht durchzuführen. Die Zone galt für die Zentrale als nicht beherrschbar und sollte deshalb von den anderen Zonen zerschlagen werden. Die Massaker richteten sich daher primär gegen die Kader der Zone und deren Familienangehörige.
Bereits ab 1975 wurde begonnen, lokale Kader der Zone durch Kader der Zentrale oder der südwestlichen Zone zu ersetzen. 1977 und 1978 kam es zu bewaffneten Konflikten zwischen Divisionen der Zentrale, Divisionen der südwestlichen Zone einerseits und Divisionen der östlichen Zone. Nachdem sich viele Kämpfer der östlichen Zone nach Vietnam abgesetzt hatten und nach dem Tod des Zonenführers So Phim am 3. Juni 1978 begannen die Massaker gegen die Bewohner der östlichen Zone. Die Massaker wurden durch den Einmarsch vietnamesischer Truppen in Kambodscha im Januar 1979 beendet. Die Neue Regierung der Volksrepublik Kambodscha bestand zu einem guten Teil aus vor dem Massaker nach Vietnam geflohenen Kadern der östlichen Zone.

## Hintergrund
Bereits während der Herrschaft von Prinz Norodom Sihanouk befanden sich weite Gebiete des Grenzgebiets zwischen Kambodscha und Südvietnam unter der Kontrolle der Nationalen Front für die Befreiung Südvietnams (NLF) und der nordvietnamesischen Armee. Die NLF benötigte die Grenzgebiete als Rückzugsgebiete vor den Truppen aus Saigon und den USA. Auch wurde das Gebiet als Zielgebiet für den Ho-Chi-Minh-Pfad benötigt. Norodorn Sihanouk unterstützte Nord-Vietnam und öffnete den Tiefwasserhafen von Kamphong Som für Nachschub aus China und der Sowjetunion. Die NLF errichtete mit örtlichen kambodschanischen Kommunisten eine Verwaltung in den befreiten Gebieten. Die Kontakte zwischen NLF und Mitgliedern der ehemaligen Khmer Issarak waren eng. Im Gegensatz zur Führung der Kommunistischen Partei Kambodschas beherrschten sie dicht besiedelte Gebiete und verfügten über längere Erfahrung in der Verwaltung solcher Gebiete. Die Truppen der Zone wurden in Khaki-Uniformen eingekleidet. Im Gegensatz dazu verwendeten die Divisionen der Zentrale schwarze Uniformen. Die Divisionen der Zone wurden mit Material der NLF ausgerüstet und waren daher kampfstärker als die Divisionen von Pol Pot. Nachdem 1970 Norodorn Sihanouk von seinem Premierminister Lon Nol gestürzt worden war, verschlechterten sich die Beziehungen zwischen Nordvietnam und Kambodscha massiv. Die Truppen der Khmer-Republik und Südvietnams gingen gegen die vietnamesischen Truppen, die gemeinsam mit den örtlichen Kommunisten kämpften, und ihre Verbündeten militärisch vor. Die USA bombardierten das Grenzgebiet massiv.
Dagegen erhielten die anderen Zonen der kommunistischen Partei nur wenig Hilfe von den Vietnamesen. Sie waren primär auf sich alleine gestellt. Da die Zonen innerhalb der kommunistischen Partei primär autonom agierten, erreichte die Hilfe die anderen Zonen schlecht. Dies führte zu Reibereien zwischen der im Norden des Landes agierenden Zentrale der Partei und seiner östlichen Zone. Den Mitgliedern der Zone wurde vorgeworfen, Personen mit kambodschanischem Körper, aber vietnamesischem Geist zu sein. Die Zentrale propagierte einen Khmer-Nationalismus, welcher auf dem alten Angkor-Reich aufbaute. Nach ihrem Verständnis war der südliche Teil (besonders das Mekong-Delta) Teil von Kambodscha und sie nannten die kambodschanischen Bewohner des Deltas Khmer Krom (Khmer ជនជាតិខ្មែរក្រោម, Chónchéat Khmê Kraôm). Die Wiedereroberung dieses Gebiets war das längerfristige Ziel der Roten Khmer, da es für 800 Jahre Bestandteil des Khmer-Reiches gewesen war. Dies führte zu Konflikten innerhalb der Partei. Führer wie So Phim, Hun Sen und Heng Samrin vertraten eher eine gemäßigte Haltung gegenüber Vietnam, während Pol Pot, Son Sen und besonders Ta Mok einen radikalen anti-vietnamesischen Kurs vertraten. Viele Kader der östlichen Zone lehnten den radikalen Kurs der Zentrale (ehemalige nördliche Zone) ab. Auch in anderen Fragen orientierten sich die Zonenkader an der Politik der NLF, die einen radikalen kommunistischen Kurs ablehnte.
Khmer-Nationalismus war vor und nach der Unabhängigkeit des Landes ein weitverbreitetes Phänomen. Nicht nur die Hardliner innerhalb der Roten Khmer fuhren einen anti-vietnamesischen Kurs. Auch der 1970 an die Macht gelangte Lon Nol hegte Pläne, Kampuchea Krom, also den Süden Vietnams und besonders das Mekong-Delta, von Vietnam zurückzuerobern. Er hielt die Entscheidung der französischen Regierung, das Gebiet 1949 endgültig Vietnam zuzuschlagen, für falsch. Das sahen viele seiner Landsleute ebenso. Er sah Saigon als eine kambodschanische Stadt und wollte die Vietnamesen aus dem Land vertreiben. 1970 kam es zu gewaltsamen Übergriffen auf die etwa 400.000 ethnischen Vietnamesen in Kambodscha. Tausende wurden ermordet. Kambodschaner, welche sich für gute Beziehungen mit Vietnam einsetzten, galten als Verräter.
Einige der Funktionäre der östlichen Zone waren bereits Mitglied der Khmer Issarak gewesen. Die Khmer Issarak führten während und nach dem Zweiten Weltkrieg (1944–1954) einen Guerillakampf gegen die französische Kolonialregierung und die Regierung von Norodom Sihanouk. Nach der Unabhängigkeit Kambodschas gaben die meisten Mitglieder ihren bewaffneten Kampf auf und die Khmer Issarak verwandelten sich in eine politische Partei. Sie wurden von Thailand und den Viet Minh unterstützt.

## Blaue Schals
Um die Bewohner der östlichen Zone von Bewohnern anderer Zonen zu unterscheiden, wurden erstere gezwungen, blau-weiß-karierte Schals (Kramas ក្រមារ) zu tragen. Zuerst wurden die Evakuierten per Boot oder Lastwagen nach Phnom Penh gebracht. In Phnom Penh wurden die Schals von Kadern der Zentrale herausgegeben; sie waren vom Zentralkomitee der Partei um Pol Pot in China bestellt worden. Ihnen wurde durch die Kader der Kommunistischen Partei verboten, diese abzulegen. Danach wurden sie großteils per Zug nach Battambang oder Siem Reap evakuiert. Das Tragen eines solchen Schals kam in anderen Zonen einem Todesurteil gleich. Tausende wurden von der lokalen Bevölkerung nach ihrer Ankunft ermordet. Der Schal galt als Erkennungszeichen für die lokalen Kader der Roten Khmer, die Neuankömmlinge umzubringen. Es gab einen Plan, die Bewohner der östlichen Zone zu eliminieren. Die Ausgabe von blauen Schals ist der stärkste Hinweis, dass die Führung der Roten Khmer einen Völkermord geplant haben. An keine andere Bevölkerungsgruppe wurden diese blauen Schals verteilt. Ihnen war es verboten, diese Schals zu tragen. Traditionell trugen die Khmer rot- weiß oder gelb-weiß-karierte Schals. Die Schals erinnerten an die Gelben Sterne der Nationalsozialisten in Deutschland.

## Konsequenzen
Nachdem es in den Jahren 1977 und 1978 zu blutigen Übergriffen von Truppen der Zentrale, aber auch Divisionen der südwestlichen und östlichen Zone auf Gebiete Vietnams gekommen war, führte die vietnamesische Regierung im Grenzgebiet mehrere militärische Operationen durch. Am 2. Dezember 1978 gründeten ehemalige Kader der östlichen Zone die Kampuchean United Front for National Salvation in Kratie, einem Gebiet, welches die vietnamesischen Truppen zuvor erobert hatten. Die Gründer waren entschlossen, die Regierung Pol Pot zu stürzen. Am 25. Dezember marschierten 13 vietnamesische Divisionen mit insgesamt etwa 150.000 Soldaten in Kambodscha ein. Dabei wurden sie von der Luftwaffe unterstützt. Am 7. Januar 1979 nahmen die vietnamesischen Truppen die Hauptstadt Phnom Penh ein. Am folgenden Tag wurde die Volksrepublik Kampuchea ausgerufen. Die Zentralen Truppen unter Pol Pot flüchteten in die Provinzen an der Grenze zu Thailand, wo sie sich noch bis 1998 behaupten konnten. Pol Pot starb am 15. April 1998 unter ungeklärten Umständen in Anlong Veng im Norden Kambodschas. Am 25. Dezember 1998 ergaben sich die letzten Einheiten der Roten Khmer auf dem Gebiet des Preah Vihear an der Grenze zu Thailand den Truppen des Königreichs Kambodscha. Ein Kontingent von 500 Khmer-Kämpfern samt Offizieren wurde in die Nationalarmee übernommen. Leitende Funktionäre wie Khieu Samphan, Ta Mok, Ieng Sary und der Chefideologe der Nuon Chea mussten sich vor einem Sondergericht unter anderem wegen der Massaker in der östlichen Zone des Massen- und Völkermordes verantworten.